# Reação termidoriana
A Reação Termidoriana (em francês: Réaction thermidorienne ou Convention thermidorienne, "Convenção Termidoriana") é o termo comum, na historiografia da Revolução Francesa, para o período entre a deposição de Maximilien Robespierre em 9 Termidor II, ou 27 de julho de 1794, e a inauguração do Diretório Francês em 2 de novembro de 1795.
A "Reação Termidoriana" recebeu o nome do mês em que ocorreu o golpe e foi a última parte do domínio da França pela Convenção Nacional . Foi marcado pelo fim do Reinado do Terror, descentralização dos poderes executivos do Comitê de Segurança Pública e uma virada das políticas jacobinas radicais da Convenção de Montagnard para posições mais conservadoras. Populismo econômico e geral, descristianização, e as duras medidas de guerra foram largamente abandonadas, pois os membros da Convenção, desiludidos e assustados com o governo centralizado do Terror, preferiram uma ordem política mais estável que tivesse a aprovação dos ricos. A Reação viu a esquerda ser reprimida pela força brutal, incluindo massacres, bem como a dissolução do Clube Jacobino, a dispersão dos sans-culottes e a renúncia da ideologia Montagnard.